# 姜應麟
姜應麟（1546年—1630年），字泰符，一字子文，號松槃，浙江寧波府慈谿縣人，軍籍，明朝政治人物。國本之爭的重要關係人。

## 生平
萬曆元年（1573年）癸酉科浙江鄉試第五十八名。萬曆十一年（1583年）癸未科進士。改庶吉士，十三年授戶科給事中。神宗寵妃鄭貴妃生子朱常洵，詔進封皇貴妃，而王恭妃所皇長子朱常洛年已五歲，并無所晉封。萬曆十四年（1586年）二月，姜應麟最先抗疏反對，成為國本之爭的序幕，神宗大怒。貶山西大同廣昌縣典史。四年後，萬曆十八年移官江西餘縣知縣，二十一年因父喪去職。丁憂期滿，二十四年補龍溪知縣，未赴任。家居二十年。光宗立，起為太僕寺少卿。給事中薛鳳翔劾其老病失儀，於是引疾去。崇禎三年（1630年）卒，贈太常卿。《明史》有傳。

## 家族
曾祖父姜錦；祖父姜槐，贈奉政大夫按察司僉事；父親姜國華，曾任布政司右參議。母王氏（封宜人）。曾孫姜宸英，康熙丁丑探花。

## 延伸阅读
[在维基数据编辑]
 《明史卷二百三十三》，出自《明史》